# Vatican News
Vatican News je službeni mrežni portal Svete Stolice, izvor informacija o aktivnostima, objavama i događajima vezanim uz Katoličku Crkvu i djelovanje Svete Stolice. Kao dio Dikasterija za komunikacije, ima središnju ulogu u širenju multimedijskog sadržaja koji je relevantan za članove Katoličke Crkve, kao i širu javnost zainteresiranu za vatikanske poslove. Okuplja Radio Vatikan, L'Osservatore Romano i Vatican Media.